# Brissonneau et Lotz

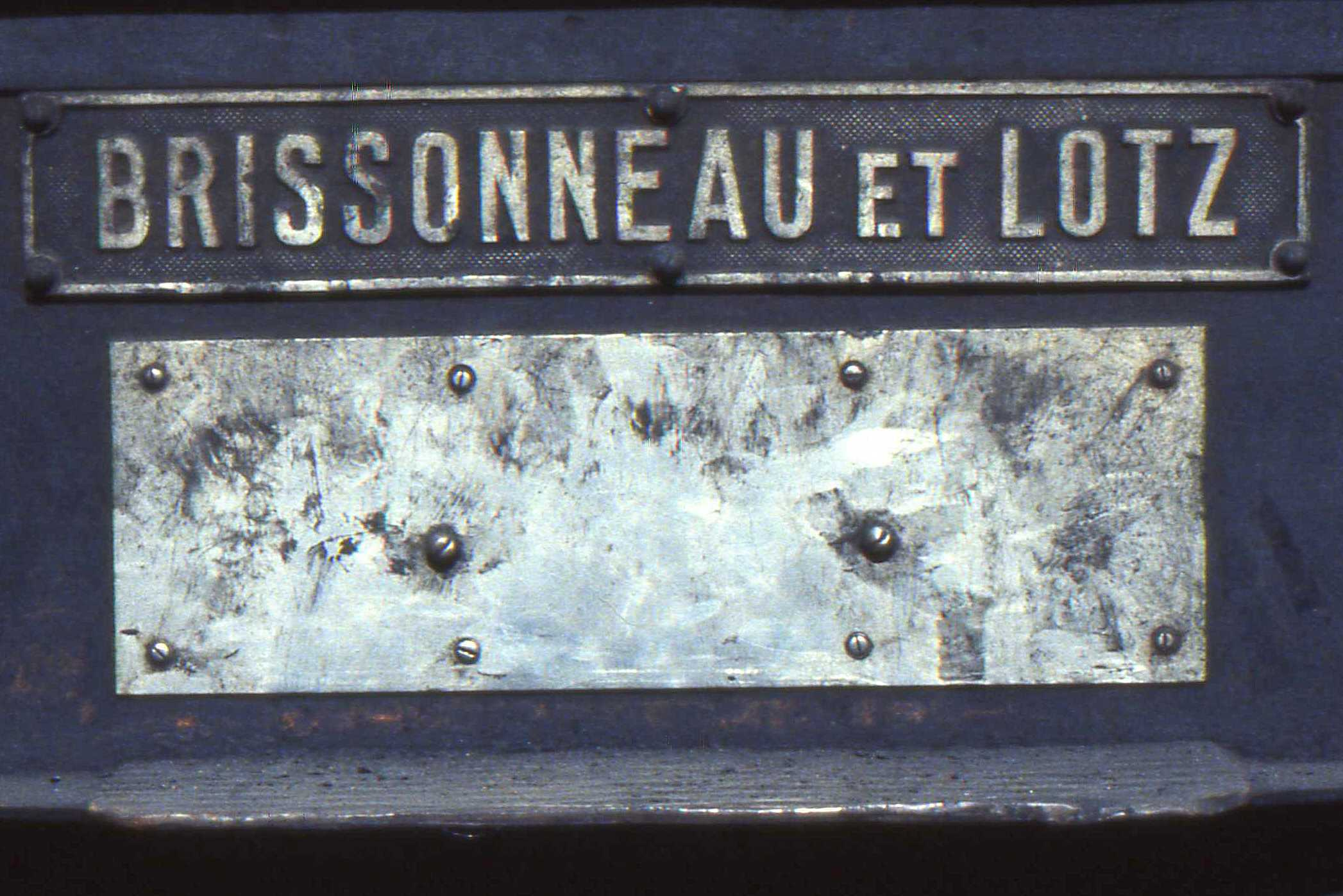
Herstellerplakette Brissonneau et Lotz an einer Rangierlok BL T4

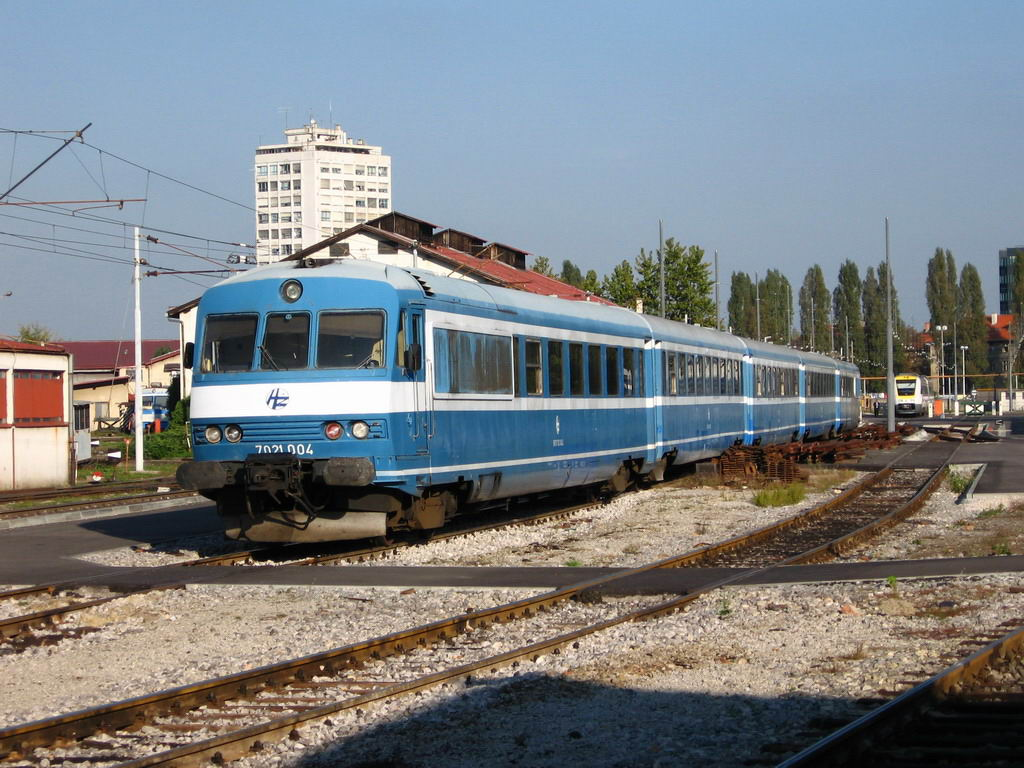
Dieseltriebwagen Brissonneau et Lotz Serie 7021 (1972–1973) der Kroatischen Bahnen Hrvatske željeznice in Zagreb (Kroatien)

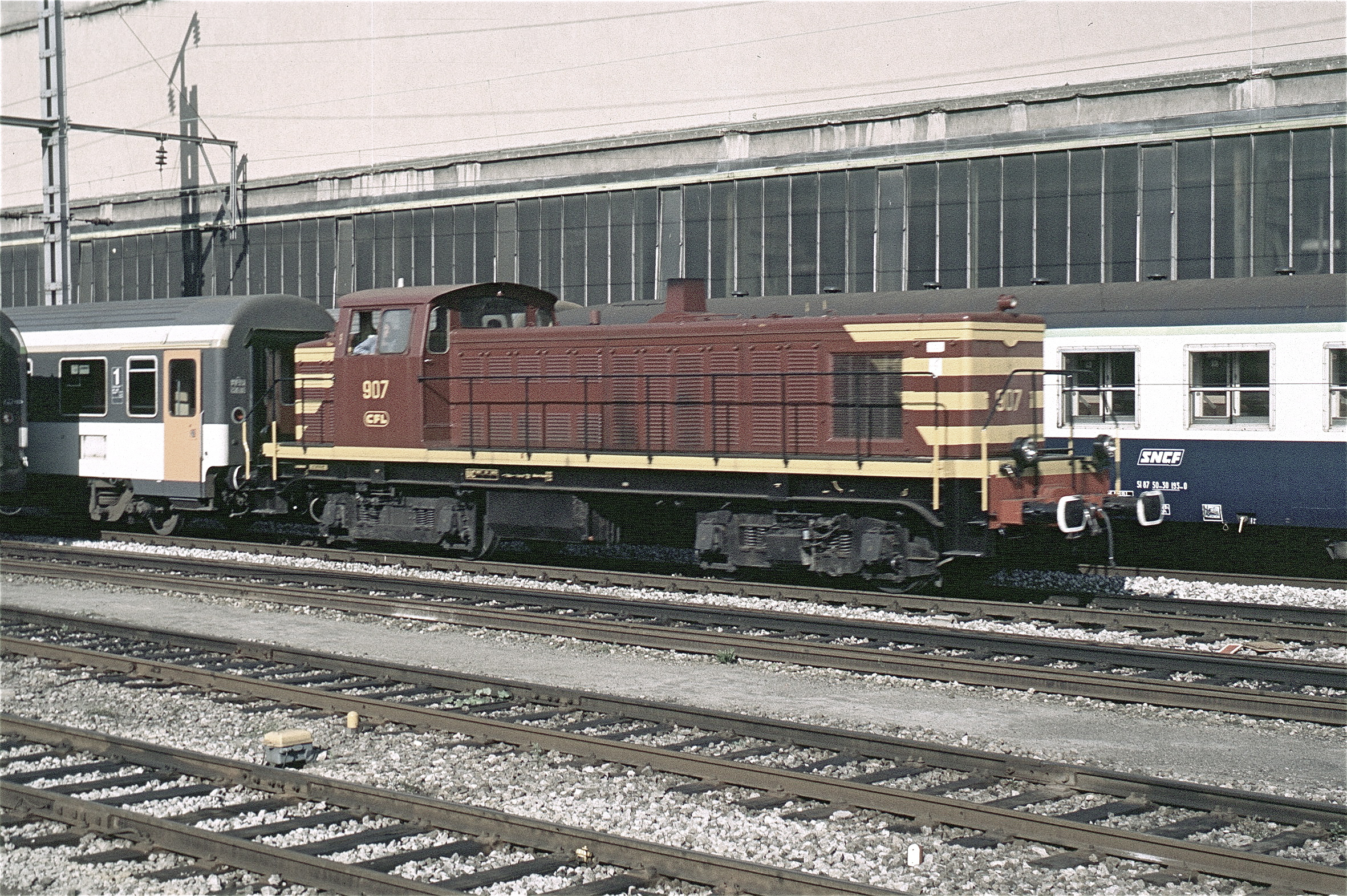
BB 907 der Chemins de Fer Luxembourgeois, 1988

Brissonneau et Lotz (BL) war ein französischer Konzern der Schwerindustrie und Hersteller von Lokomotiven, Eisenbahnwagen und Werkzeugmaschinen. Kurzzeitig war das Unternehmen als Hersteller von Automobilkarosserien tätig.

## Unternehmensgeschichte
Die Firma entstand 1878 aus einer Reorganisation der Firma Brissonneau Frères (1841) zur Société Brissonneau et Lotz in Nantes. Erst 1908 wurde sie zur Aktiengesellschaft. Zu jener Zeit war sie in der Stahlverarbeitung, dem Lokomotiv- und Waggonbau und der Herstellung von Kühleinrichtungen und Werkzeugmaschinen tätig. Bei BL wurde der dieselelektrische Antrieb für Lokomotiven entwickelt.
1956 übernahm das Unternehmen die 1920 von der US-amerikanischen Middletown Car Company in Frankreich gegründete Wagenbauanstalt Entreprises Industrielles Charentaises (EIC).

### Schienenfahrzeuge
Kerngeschäft von BL war der Bau von Lokomotiven, Triebwagen, Straßenbahnwagen und U-Bahn-Garnituren.

#### Lokomotiven (Auswahl)
- BB 63000 und BB 63500
- BB 67000, BB 67200, BB 67300 und BB 67400
- Serie 1200 der staatlichen Eisenbahngesellschaft Portugals, Comboios de Portugal
- Rangierlok T4

Brissonneau et Lotz lieferte dieselelektrische Lokomotiven der Familie BB Brissonneau an die französische Staatsbahn SNCF sowie nach Luxemburg (CFL 850), Jugoslawien (JZ 642) und Portugal (CP 1200).

#### Triebwagen, Straßenbahnen, U-Bahnkombinationen
BL stellte Triebwagen, Straßenbahnen und Kombinationen für U-Bahnen her und belieferte neben der Métro Paris auch die Untergrundbahnen von Lyon, Marseille, Brüssel und Caracas. BL-Triebwagen wurden von Lokalbahnen in ganz Frankreich und auf Réunion verwendet und sogar nach Madagaskar exportiert.

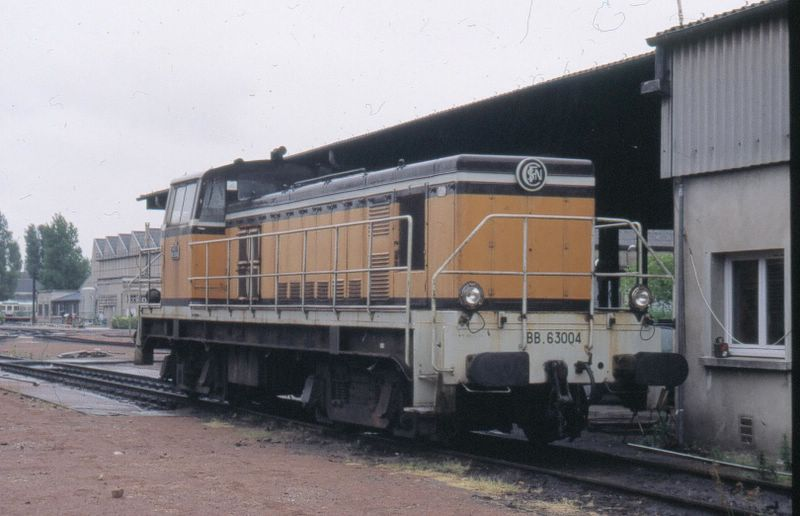
BB 63000 der SNCF in St Pierre des Corps, Juni 1998
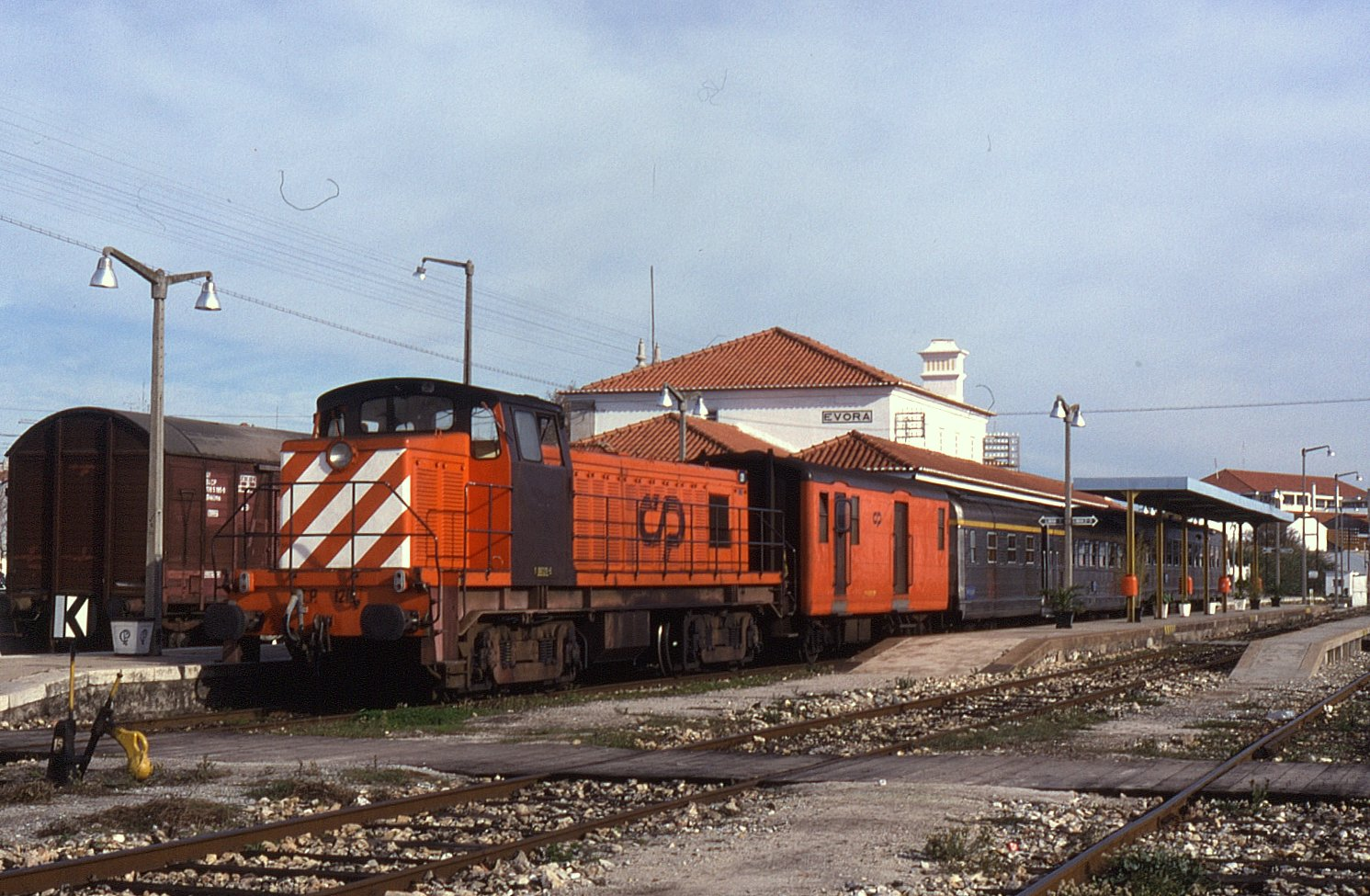
Lok 1211 der Comboios de Portugal, 1993
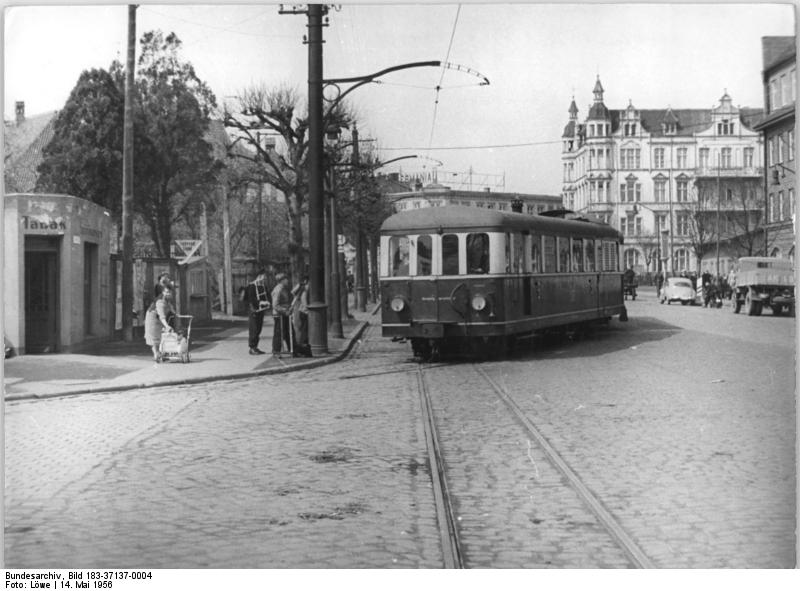
Triebwagen von Brissonneau et Lotz bei den Franzburger Kreisbahnen in Stralsund, 1956
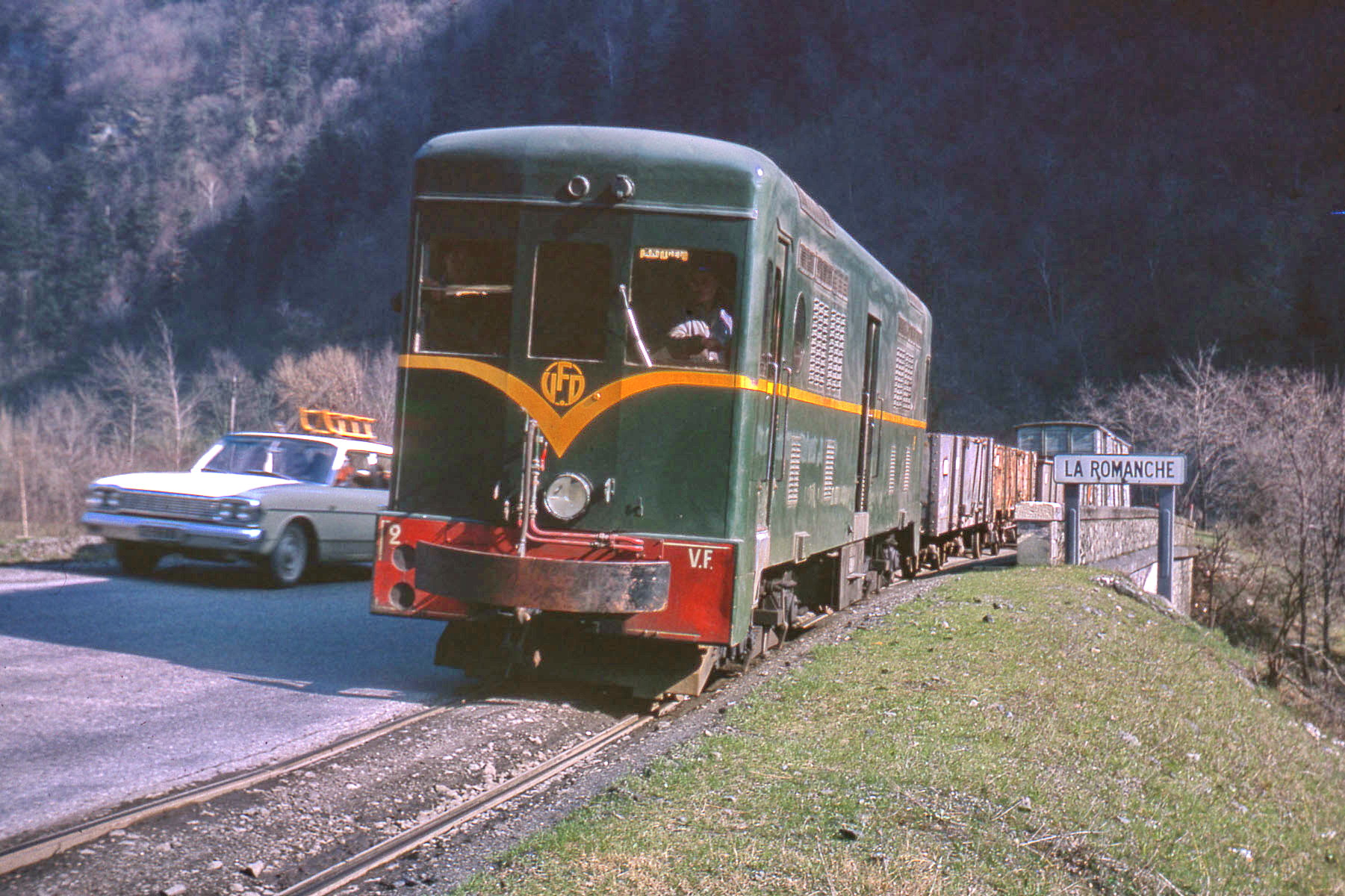
Dieselelektrische Schmalspurlokomotive der Voies ferrées du Dauphiné (VFD) südlich Grenoble, 1964
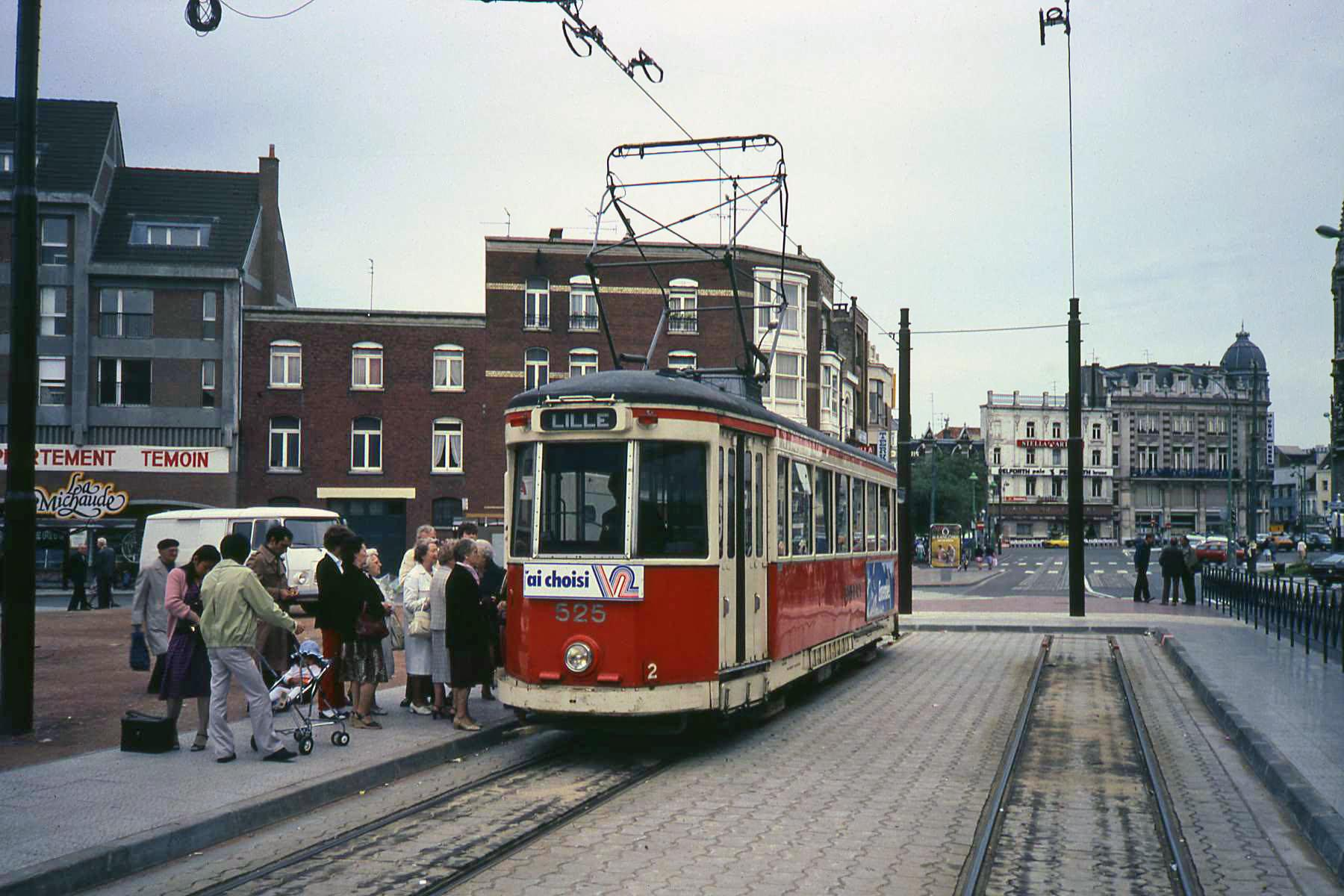
Straßenbahn der Serie 500 von Brissonneau et Lotz (1950) in Lille, Endstation Rue Carnot, 1982
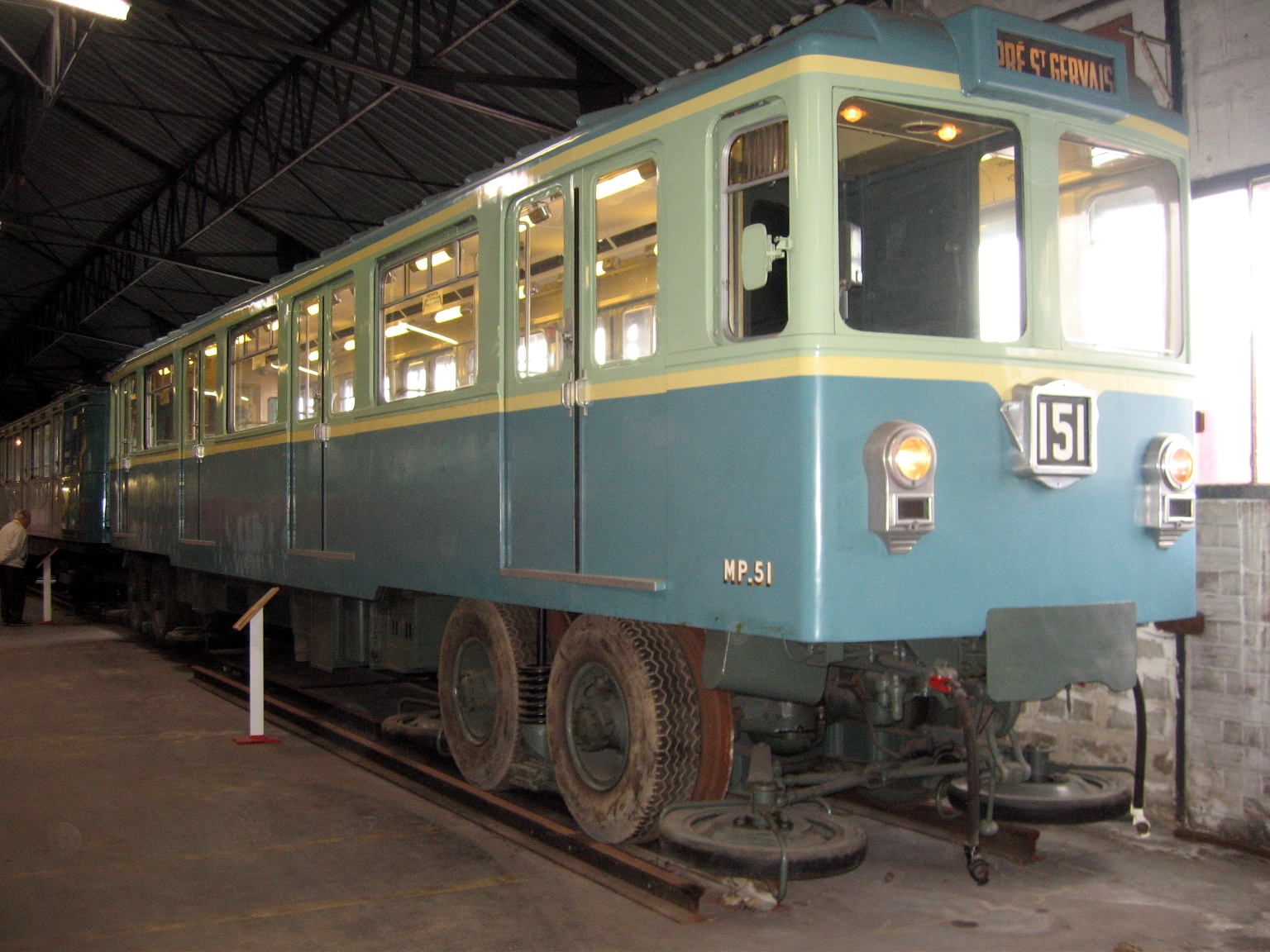
Gummibereifter Prototyp MP 51 der Métro Paris

### Kraftfahrzeuge

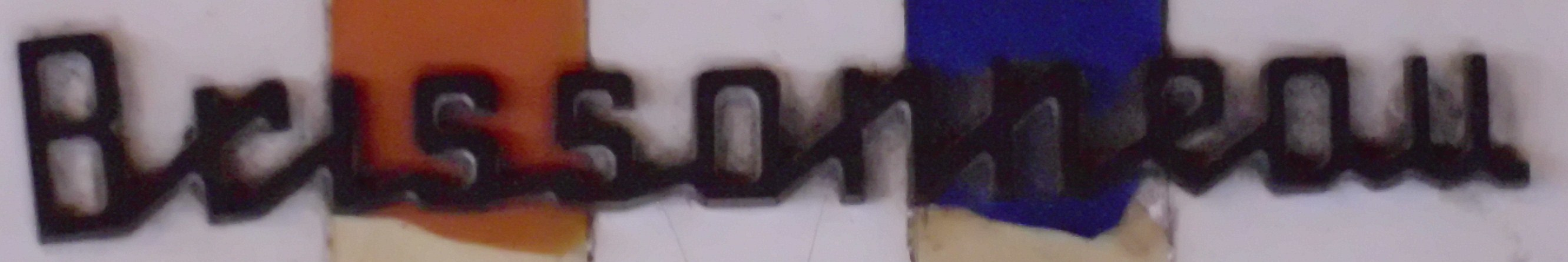
Emblem

Die Firma war kurze Zeit (1939–1940) im Flugzeugbau tätig und unterhielt in Creil in den 1950er und 1960er Jahren ein Werk für Automobilkarosserien mit Designbüro. Von 1955 bis 1959 entstand das einzige Modell unter eigenem Namen, der Brissonneau 4 CV auf Basis des Renault 4CV. Der Vierzylindermotor mit 747 cm³ Hubraum und 21 PS war im Heck montiert und trieb die Hinterräder an. Die offene Karosserie bot zwei bis drei Personen Platz.
Die Automobilabteilung in Creil wurde 1959 an die Société des Usines Chausson verkauft. Danach wurde die Renault Floride für Renault montiert. 1967 kam der ehemalige Mercedes-Chefdesigner Paul Bracq zum Designbüro von Brissonneau et Lotz. Bis 1970 zeichnete er verantwortlich für verschiedene Prototypen-Designs wie die eines Roadsters auf Basis des BMW 1600 ti und eines Coupés, das auf dem Simca 1100 basierte. Außerdem arbeitete er an Entwürfen für das Design des Hochgeschwindigkeitszuges TGV mit. Brissonneau et Lotz lieferte in Verbindung mit der Firma Société des usines Chausson auch die Karosserien für den Opel GT.

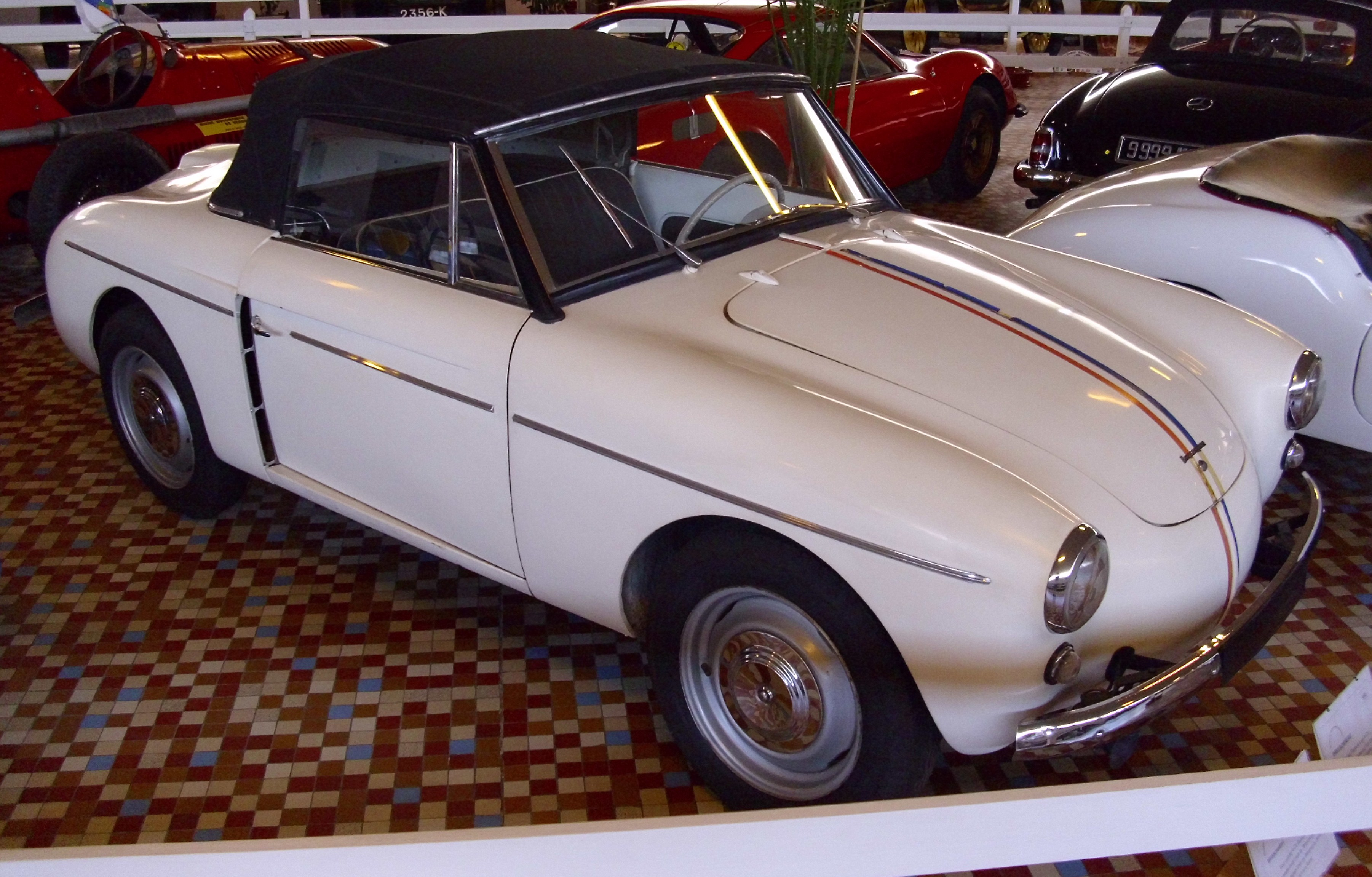
Brissonneau von 1956
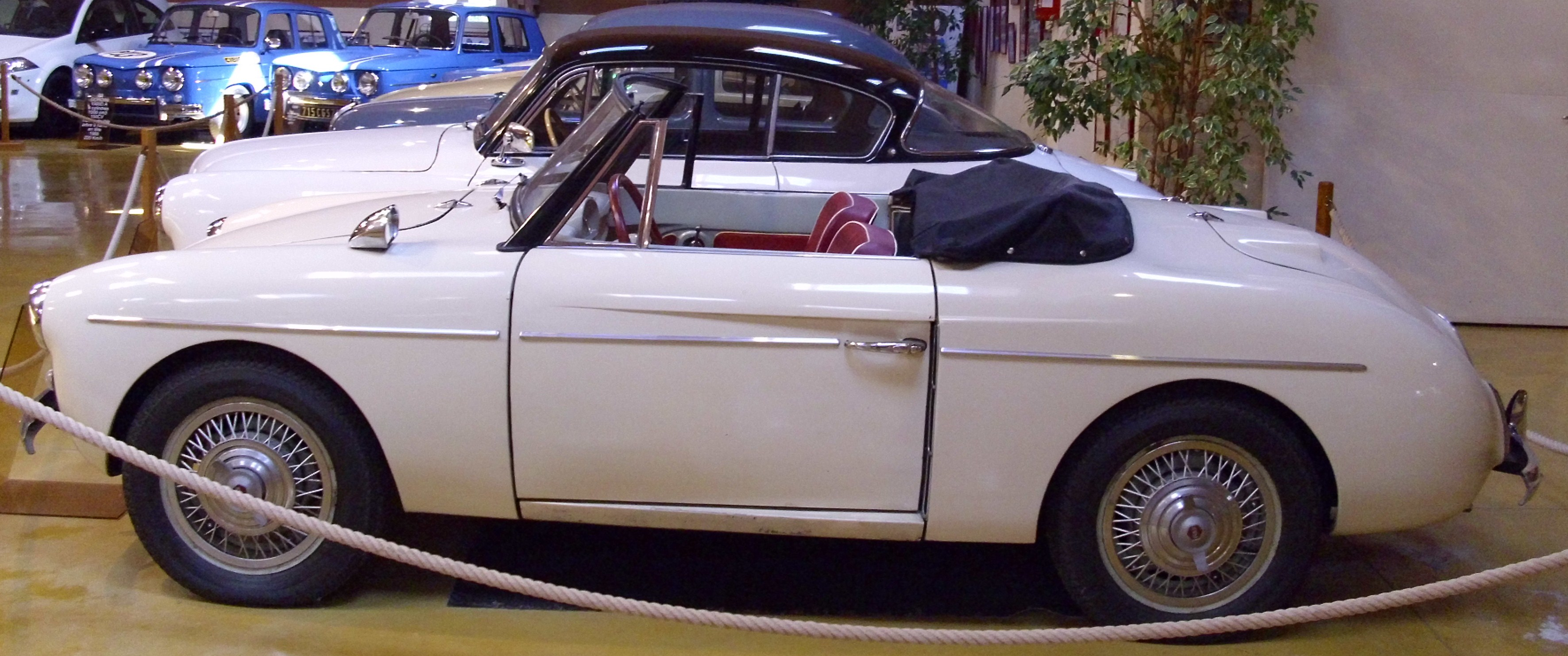
Brissonneau von 1957
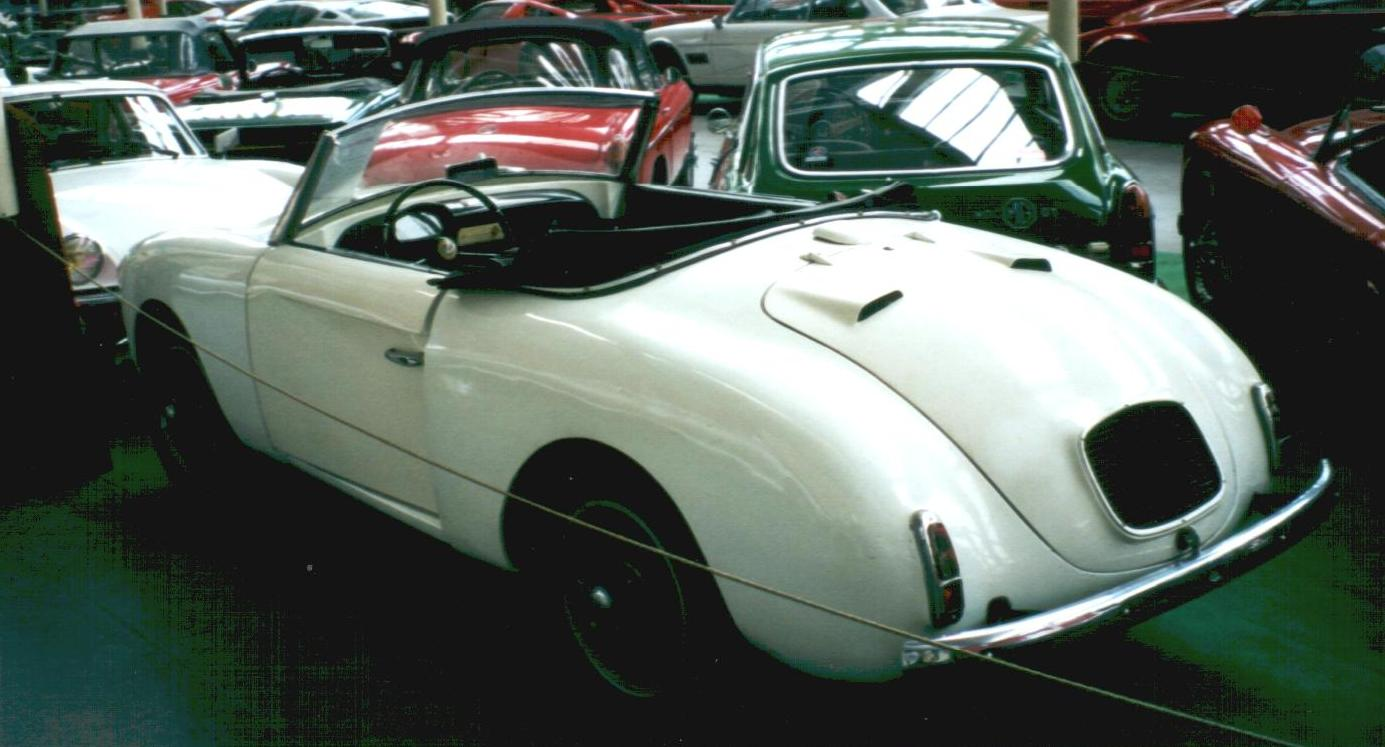
Brissonneau von 1957

### Brissonneau et Lotz Marine
Der auf die Herstellung von Tonnen und Schiffskränen spezialisierte Zweig des Unternehmens mit Sitz in Carquefou wurde von der US-amerikanischen NOV-Gruppe übernommen, einem Ausrüster für die Erdölindustrie.
1972 wurde Brissonneau et Lotz vom weltweit tätigen Energie- und Transportkonzern GEC Alsthom (heute Alstom) übernommen.